# Tove Skutnabb-Kangas

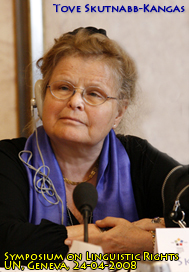
Tove Skutnabb-Kangas

Tove Skutnabb-Kangas (* 6. Juli 1940 in Helsinki; † 29. Mai 2023 in Lund) war eine finnische Linguistin und Pädagogin.

## Leben
Nach ihrer Ausbildung in Helsinki war sie kurze Zeit am Lehrerseminar tätig. Von 1967 bis 1968 ging sie in die USA, wo sie eine Anstellung am Fachbereich für nordische Sprachen in Harvard bekam. Danach war sie kurz als Lehrerin in Helsinki beschäftigt. Seit 1970 arbeitete sie als Wissenschaftlerin an Universitäten in Finnland und Dänemark. 1976 erlangte sie ihren ersten Doktortitel; Thema ihrer Promotion ist Zweisprachigkeit. Von 1995 bis 2000 lehrte sie an der dänischen Universität Roskilde, an der sie von 1979 bis 2007 Gastforscherin war. Seitdem war sie emeritiert.
Thema ihrer Arbeit ist in erster Linie die Erforschung der Bedingungen von Zweisprachigkeit. Anfang der 1980er-Jahre entwickelte sie maßgeblich das Konzept des Linguizismus, mit dem sie die Diskriminierung von Minderheitensprachen fasst. Sie kritisierte sowohl die Vernachlässigung von Kindern fremder Muttersprache (beispielsweise türkischer Kinder in Deutschland) als auch die Abwertung von Zweisprachigkeit.

## Werke
- Tove Skutnabb-Kangas: Bilingualism or not – the education of minorities. Multilingual Matters, Clevedon, Avon 1984, ISBN 0-905028-17-1.
- Tove Skutnabb-Kangas, Jim Cummins (Hrsg.): Minority education: from shame to struggle. Multilingual Matters, Clevedon, Avon 1988 (410 S.).
- Tove Skutnabb-Kangas: Language, Literacy and Minorities. The Minority Rights Group, London 1990.
- Tove Skutnabb-Kangas, Robert Phillipson (Hrsg.): Linguistic Human Rights. Over-coming linguistic discrimination. Contributions to the Sociology of Language 67. Mouton de Gruyter, Berlin & New York 1995, ISBN 3-11-014878-1 (478 S.).
- Tove Skutnabb-Kangas (Hrsg.): Multilingualism for All. Series European Studies on Multilingualism. Swets & Zeitlinger, Lisse, Niederlande 1995, ISBN 90-265-1423-9.
- Miklós Kontra, Robert Phillipson, Tove Skutnabb-Kangas, Tibor Várady (Hrsg.): Language: A Right and a Resource. Approaching Linguistic Human Rights. Central European University Press, Budapest 1999, ISBN 963-9116-64-5.
- Tove Skutnabb-Kangas: Linguistic genocide in education ? or worldwide diversity and human rights? Lawrence Erlbaum Associates, Mahwah, New Jersey & London 2000, ISBN 0-8058-3468-0.